# Východní Chan
Dynastie Východní Chan (東漢) byla čínským panovnickým rodem vládnoucím v letech 25–220. Fakticky se jednalo o obnovení moci dřívější dynastie Chan (známé nyní jako Západní Chan) po svržení 15 let působící dynastie Sin. Na trůn byl roku 25 n. l. dosazen nový císař – Liou Siou. Dynastie Východní Chan však nedosáhla takové slávy, rozmachu a rozkvětu jako Západní Chan. Země značně upadala a svědčí o tom i fakt, že císaři, kteří panovali v letech 25–189, byli ve věku 100 dní až 15 let. 
To napomohlo četným politickým lstím a do vlády se mohl zapojit kdokoli vypočítavý od dvora, často šlo i o rodiny dvorních eunuchů. Vznikaly četné sekty, nejznámější je sekta zvaná Cesta velkého klidu. Její příslušníci nosili kolem hlavy žluté šátky – odtud název pro jejich povstání – povstání žlutých turbanů. Tím největším bylo povstání roku 184, které otřáslo celou Čínou a v jejím důsledku došlo k destabilizaci mocenské situace. Pozice císařů od té doby zůstala labilní po zbývající čtyři desetiletí a nestabilita císařství vedla ve svém závěru až k rozpadu na tři samostatné státy – v takzvaném Období tří říší vystřídala dynastii Chan tři soupeřící království: severní Wej, jihozápadní Wu a jižní Šu.
Zvláště poslední císaři dynastie Chan měli moc již jen zcela formálně, ve skutečnosti byli rukojmími mocného generála Cchao Cchaoa, který „jejich jménem“ centralizoval ochromenou státní moc. Dosáhl sjednocení celého severu tehdejší Číny pod své vedení a to až po řeku Jang-c’-ťiang (Modrá řeka) na jihu. Cchao Cchao pokračoval ve své expanzi směrem na jih, avšak na přelomu let 208/209 v bitvě "u červených útesů" (známa též pod názvem Bitva v Chibi – 赤壁之战) prohrál proti koalici jižních vládců Liu Peie a Sun Čchűana, čímž došlo k faktickému rozdělení sfér vlivu mezi tyto tři mocné, v předzvěsti období tří království. Roku 220 syn a dědic Cchao Cchaoa, Cchao Pi zbavil posledního císaře dynastie i formálního postavení a prohlásil se prvním císařem dynastie Wej.